# Siilasjärvi (Karesuando socken, Lappland)
Siilasjärvi är en sjö i Kiruna kommun i Lappland och ingår i Torneälvens huvudavrinningsområde. Sjön är 7 meter djup, har en yta på 0,438 kvadratkilometer och befinner sig 357 meter över havet. Sjön avvattnas av vattendraget Myllyjoki (Alasjoki).

## Delavrinningsområde
Siilasjärvi ingår i det delavrinningsområde (759269-176123) som SMHI kallar för Mynnar i Kuortojärvi. Medelhöjden är 409 meter över havet och ytan är 51,57 kvadratkilometer. Räknas de 5 avrinningsområdena uppströms in blir den ackumulerade arean 110,66 kvadratkilometer. Myllyjoki (Alasjoki) som avvattnar avrinningsområdet har biflödesordning 4, vilket innebär att vattnet flödar genom totalt 4 vattendrag innan det når havet efter 455 kilometer. Avrinningsområdet består mestadels av skog (62 procent) och sankmarker (35 procent). Avrinningsområdet har 1,48 kvadratkilometer vattenytor vilket ger det en sjöprocent på 2,9 procent.